# Sinajana
Sinajana es una de las 19 Ciudades de Guam.  Está localizada en las colinas del sur de Hagåtña (Antiguamente Agaña). El nombre de la ciudad puede venir de la palabra "china-jan,"  Batería de cocina que se usaba para cocinar ñames salvajes que en tiempos pasados crecieron en el área. Sinajana es una de las ciudades que surgieron del plan de renovación urbana federal. Afame, Agana Springs, y Didigue son áreas no urbanizadas que están cerca de esta ciudad.